# Лепенець
Лепенець (мак. Лепенец, серб. Лепенац, алб. Lepenci)  — річка в Косово та Македонії, ліва притока річки Вардар. Довжина — 75 км. Бере початок неподалік від міста Призрен. Гирло знаходиться в Скоп'є. 